# Chiesa di San Nicola (Montesarchio)
La chiesa di San Nicola è una chiesa di epoca normanno-sveva, sita nel centro storico del comune di Montesarchio, tra l'acropoli fortificata e il borgo Latovetere.

## Storia
La chiesa è più tarda del borgo. L'attuale edificazione risale al XIII secolo, di epoca normanno-sveva, come è attestato dalle bifore rimaneggiate del campanile. Non sappiamo se fu eretta ex novo o rappresentò un ampliamento di una preesistenza.
La chiesa subì interventi in epoca tardo aragonese, con l'aggiunta del portale rinascimentale. Assunse le dimensioni e l'aspetto attuale nel XVII secolo, come risulta dalle iscrizioni apposte sugli architravi degli ingressi (1613-1615).

## Descrizione
La facciata è estremamente essenziale, con il campanile tardo-romanico. Sopra il portale centrale doveva esserci un'edicola. L'interno, a due navate, è di chiaro stampo settecentesco, con un pulpito in legno di notevole fattura e lesene finemente scolpite. Al centro, spicca il primitivo arco romanico, mentre la pala affrescata sull'altare è manierista, del tardo rinascimento, quindi già in periodo vicereale. Il dipinto raffigura "La deposizione di Cristo", di Giovanni Bernardo Lama. La navata sinistra accoglie un piccolo altare in marmi policromi e una statua barocca di San Nicola. Di menzione è la pietra romana inglobata in un pilastro: forse adornava qualche edificio pubblico dell'antica Caudium.
Esternamente, alla sinistra della facciata, fino a qualche decennio fa, faceva bella mostra di sé un imponente tiglio secolare.